# 第一代特伦查德子爵休·特伦查德

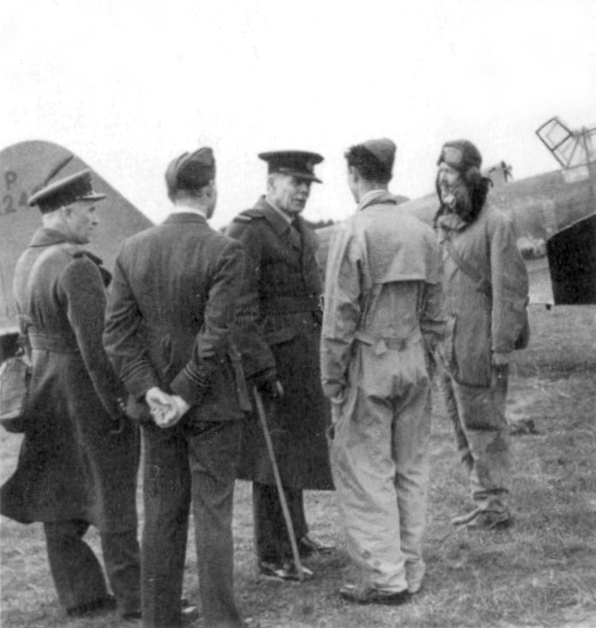
第一代特伦查德子爵休·特伦查德

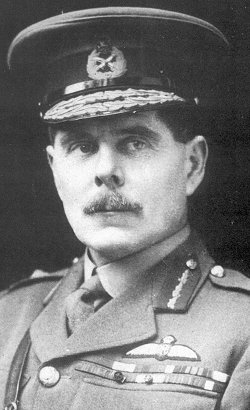
第一代特伦查德子爵休·特伦查德

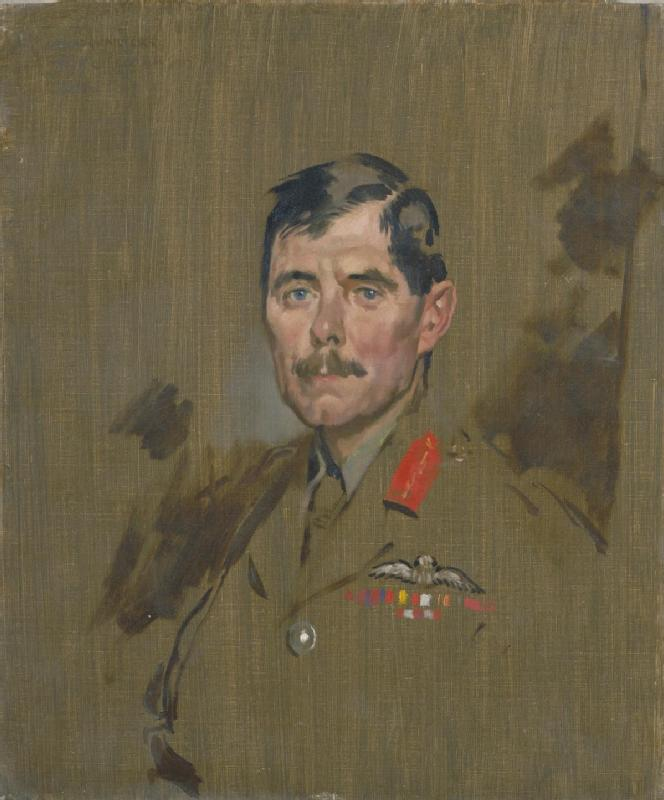
第一代特伦查德子爵休·特伦查德

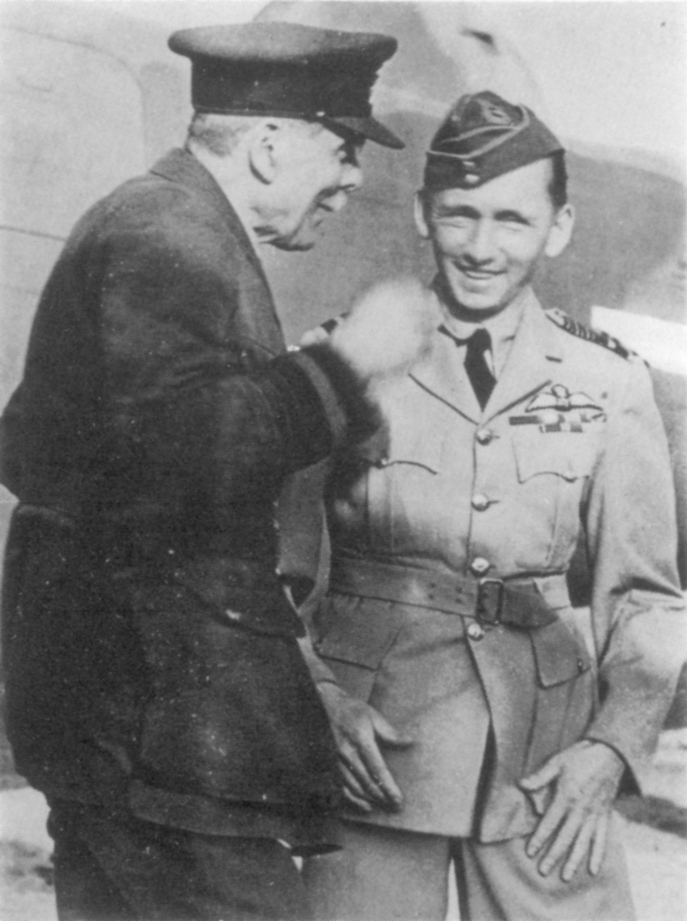
第一代特伦查德子爵休·特伦查德

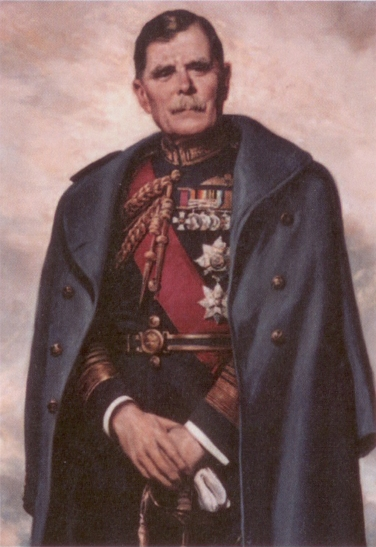
第一代特伦查德子爵休·特伦查德

第一代特伦查德子爵休·蒙塔古·特伦查德，GCB，OM，GCVO，DSO（Hugh Montague Trenchard, 1st Viscount Trenchard，1873年2月3日—1956年2月10日）英国空军元帅，英国皇家空军之父。
特伦查德出生于英格兰萨默塞特郡的汤顿。1896年8月12日，特伦查德以中尉衔参加了1899-1902年的第二次布爾战争，在战争中他失去了一个肺而且脊骨也受到损害。1900年2月28日晋升为上尉，并在1902年8月22日成为少校。1903年作为南尼日利亚团指挥官，期间他和莎拉·霍金斯结合，婚后他们育有五个孩子。
1914年一战开始，特伦查德任皇家航空队司令，他的努力工作使他后来被誉为“皇家空军之父”，1915年6月3日特伦查德晋升为上校，担任国王的特别副官。1916年3月晋升为少将。1918年1月3日空军委员会成立，他出任空军参谋长，军衔从陆军少将转为空军少将，4月辞职。1919年2月，經新任空军大臣温斯顿·邱吉尔再次任命为空军总参谋长直到1929年底退役为止，同年8月1日晋升为空军中将，随后冊封为从男爵。1922年4月1日晋升为空军上将，1927年1月1日成为皇家空军的第一位元帅。1930年冊封为男爵。1931年—1935年任伦敦警察廳總監（廳長），1936年冊封为子爵，开始涉足商界，担任联合非洲公司的董事长直到1953年。
1956年2月10日，休·蒙塔古·特伦查德以83岁高龄死于伦敦。